# Konzulát (Francie)

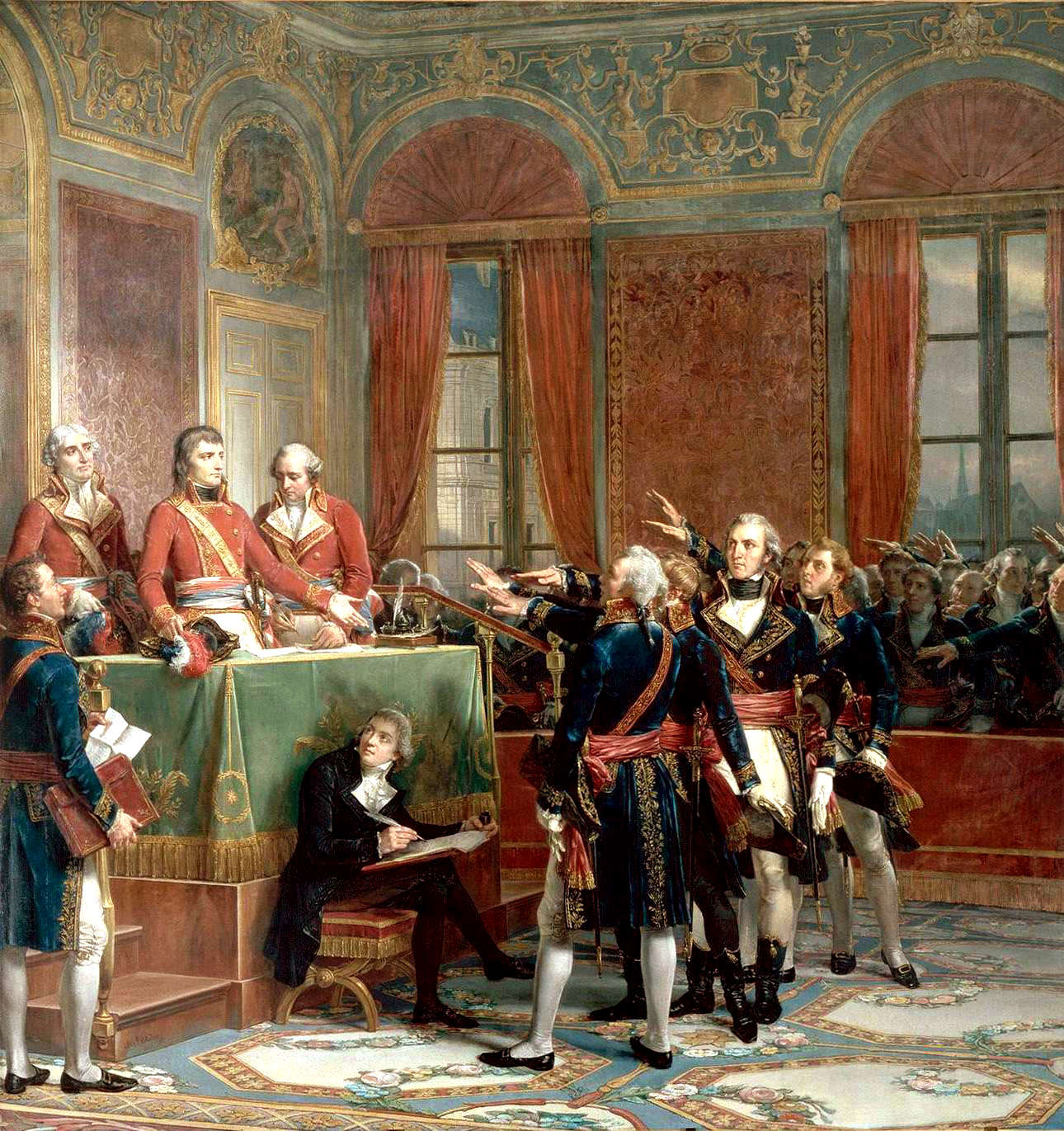
Tři konzulové z 24. frimairu roku VIII: Jean-Jacques Régis de Cambacérès, Napoleon Bonaparte a Charles-François Lebrun (zleva doprava).

Francouzský konzulát označuje ve francouzských dějinách období za první francouzské republiky, kdy od 10. listopadu 1799 do 1. prosince 1804 Napoleon Bonaparte vládl jako první konzul. Konzulát byl ukončen korunovací Napoleona I. za císaře dne 2. prosince 1804 a nahrazen Prvním císařstvím.
Přechod vlády z Direktoria na konzulát proběhl státním převratem v 18. brumairu roku VIII (9. listopadu 1799). Ústava z roku 1795 byla Radou pěti set zrušena na nátlak armády.
Ústava konzulátu (Ústava roku VIII) vstoupila v platnost 24. prosince 1799.

## Struktura ústavy

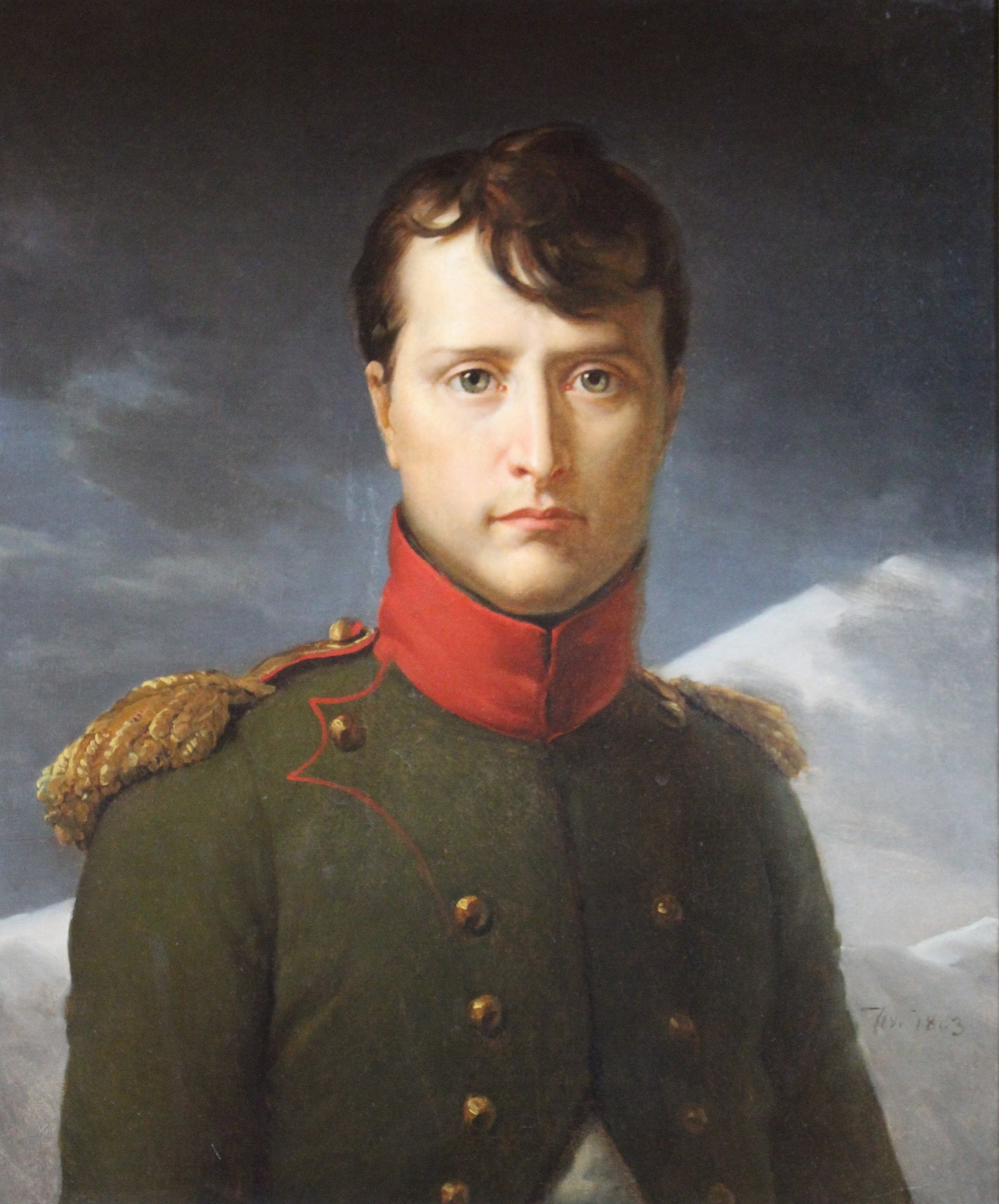
Bonaparte jako první konzul, 1803, François Gérard.

Konzulát byl založen na složité ústavě, jejíž jádro navrhl Bonapartův spoluspiklenec a člen prvního konzulátu Emmmanuel Joseph Sieyès, ale Bonaparte ji upravil.
Formálním centrem moci byl Senát (Sénat conservateur), který se skládal z 80 doživotně jmenovaných členů, kteří se scházeli s vyloučením veřejnosti. Senát se sám doplňoval kooptací a jeho členy se stávali bývalí konzulové. Úkoly senátu byly různorodé. Měl právo volit zákonodárný sbor (Corps législatif), tribunát, konzuly a vrchní soudce. Kromě toho mohl prohlásit každé legislativní rozhodnutí a každý úkon vlády, jakož i plánované lidové volby za protiústavní, a tedy neplatné. Pravomoce nebyly výslovně stanoveny, ale byly upraveny později ústavními dodatky známými jako senatus consulta.
Stejně jako podle předchozí direktoriální ústavy byla vláda strukturována do dvou úrovní: bývalé Direktorium bylo nahrazeno exekutivou, která nahrazovala hlavu vlády a hlavu státu a orgán tří konzulů, konzulát. Tomu byli podřízeni ministři jako skutečné výkonné orgány, ale měli zůstat politicky bez vlivu.
Konzulové byli rozlišováni jako první, druhý a třetí konzul a byli voleni Senátem každý na 10 let, přičemž třetí konzul byl jmenován o pět let později než první a druhý. Prvnímu konzulovi (Bonaparte) byla udělena různá privilegia, včetně jmenování ministrů a většiny soudců, důstojníků a státních úředníků. V ostatních vládních záležitostech se musel poradit se svými dvěma kolegy a ti museli podepsat vládní akty, ale stačilo i jen jeho rozhodnutí. V jednotlivých případech ho mohl zastupovat některý z kolegů, kteří se také směli podílet na řízení Státní rady. Nicméně, první konzul byl výhradně odpovědný, a to jak právně, tak fakticky.
Senát také volil parlamentní komoru, tribunát, který směl projednávat vládní návrhy zákonů a vyjadřovat žádosti ostatním ústavním orgánům, ale neměl rozhodovací pravomoci. Senát dále volil Corps législatif (Zákonodárný sbor), kterému bylo po pasivním vyslechnutí předsedů vlády a tribunátu umožněno tajným hlasováním hlasovat o vládou navrhované legislativě. Obě komory byly každoročně částečně obnovovány.
Státní rada, Conseil d'État, sestávající z třiceti až čtyřiceti odborníků, byla zřízena jako poradní orgán pro konzuly. Byla také pověřena tvorbou legislativních návrhů výkonné moci.
Počítalo se také s volbami lidu, i když nebyly přímé. Ve složitém třístupňovém systému byly nejprve na různých správních úrovních určeny místní seznamy jedné desetiny všech oprávněných voličů, z nich byla v dalším hlasování desetina zvolených z místních seznamů umístěna na regionální seznamy, a nakonec jedna desetina zvolených z regionálních listin byla zařazena na nadregionální listiny, které dohromady tvořily celostátní listinu. Senát a první konzul směli zvolit pouze osoby, které byly na daném seznamu podle jejich funkce. Senát však mohl tyto seznamy kdykoli prohlásit za neplatné.
Předpokládané volby však nebyly během omezené doby platnosti ústavy téměř využity; kvůli různým ustanovením byly od počátku vyloučeny příliš svobodné volební výsledky. Senát byl utvořen tak, že bývalý druhý a třetí konzul a nový druhý a třetí konzul se spojili a společně jmenovali většinu Senátu. Takto jmenovaní členové pak zvolili zbývající členy. Sieyès a Ducos byli podle ústavy jmenováni senátory.

## 1. Konzulát od 18. brumaire roku VIII
- Napoleon Bonaparte
- Emmanuel Joseph Sieyès
- Pierre Roger Ducos

## 2. Konzulát od 24. frimaire roku VIII
- Napoleon Bonaparte
- Jean-Jacques Régis de Cambacerès
- Charles Francois Lebrun